# A Simple Life
A Simple Life (桃姐) è un film del 2011 e diretto da Ann Hui.
Il film, prodotto a Hong Kong, è stato presentato in concorso alla 68ª Mostra internazionale d'arte cinematografica di Venezia, dove ha vinto quattro premi e l'attrice Deannie Ip ha ricevuto la Coppa Volpi per la migliore interpretazione femminile. Anche all'Asian Film prize, Deannie Ip ha vinto il premio come migliore interprete femminile. In quell'occasione, A Simple Life ha vinto cinque tra i principali premi: film, regia, sceneggiatura, attore, attrice. Ann Hui, che aveva dichiarato che sarebbe stato il suo ultimo film, ha cambiato idea e, grazie al successo internazionale con cui è stato accolto il film, ha preso in considerazione altri progetti.
Il racconto è ispirato a una storia vera: la relazione tra il produttore cinematografico Roger Lee che ha anche scritto la sceneggiatura del film, e la sua amah (cameriera), Sorella Peach (Chung Chun Tao - 桃 姐 / 钟 春桃), che ha lavorato per quattro generazioni nella famiglia di Roger. Andy Lau interpreta Roger Leung (梁罗杰). Wang Fuli è la madre di Roger.

## Trama

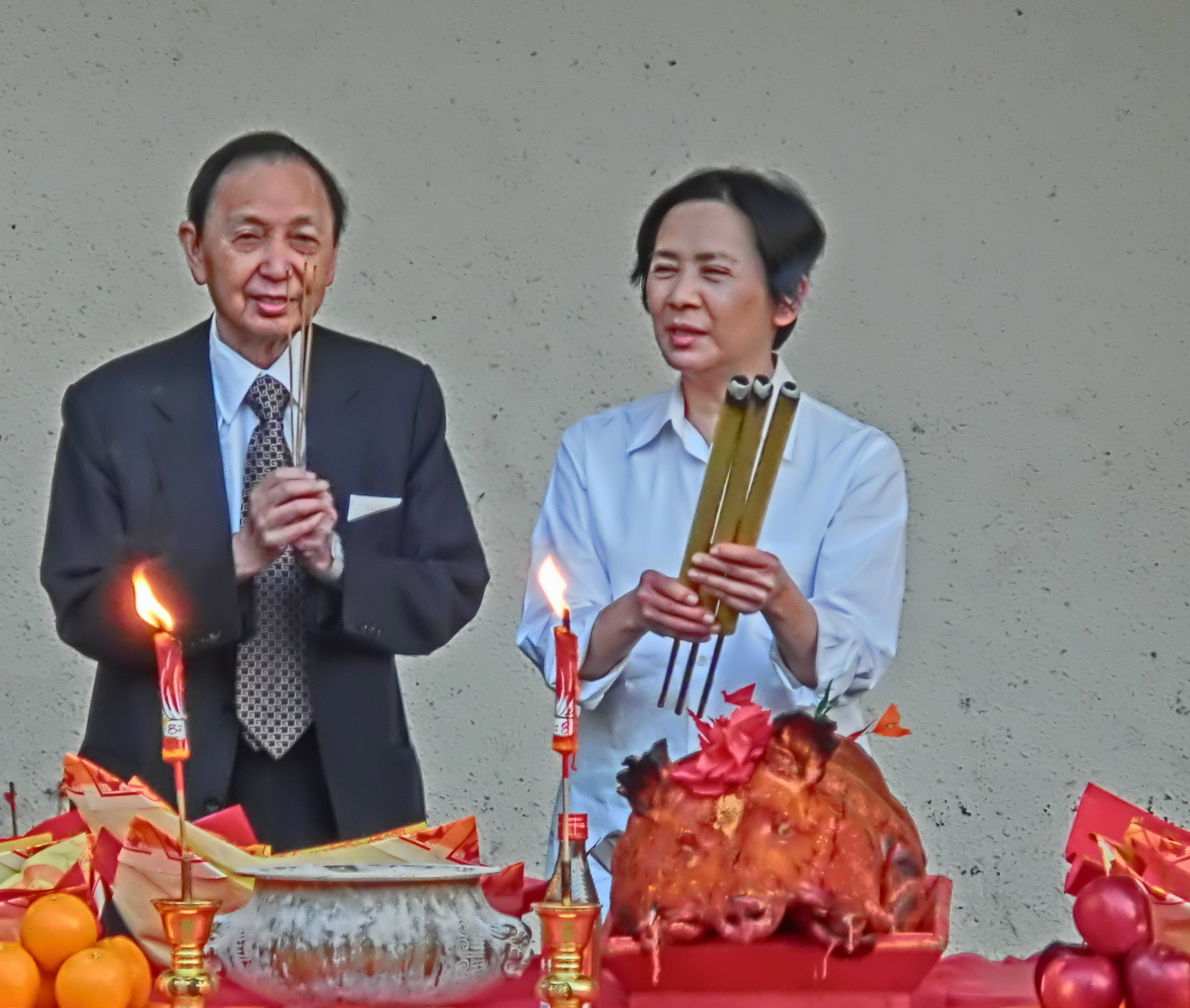
Deanie Ip a Hong Kong nel 2013

Roger è un giovane produttore di successo. La sua famiglia si è trasferita negli Stati Uniti, lui vive da solo a Hong Kong, accudito dall'anziana amah Ah Tao. La donna ha un infarto che le causa un'emiparesi. Decide di farsi ricoverare in un istituto per anziani, dove la possono curare e procedere alla riabilitazione del braccio e della gamba paralizzati. Roger, per gratitudine e affetto, le trova il posto giusto, di cui decide di pagare la retta piuttosto salata.
La salute di Ah Tao peggiora, ma le resta l'affetto del suo "figlioccio" Roger, che la sente più vicina a sé della propria madre, una signora agitata, che vive negli Stati Uniti, soffre d'insonnia e tormenta il figlio con piccole fissazioni, come il volume troppo alto della TV o il frusciare dei giornali. Ah Tao invece non lo rimprovera mai, non si lamenta ed è di conforto a tutte le persone che la circondano nell'istituto. Dopo un secondo infarto e gravi complicazioni cardiocircolatorie, la donna muore. Al funerale Roger fa un semplice e commovente discorso di commiato: "Ah Tao è stata un dono del cielo per la nostra famiglia".

## Produzione
Effettivamente la amah di Roger Lee è stata per circa tre anni e mezzo in una casa di riposo per anziani.

## Riconoscimenti
- 68ª Mostra internazionale d'arte cinematografica di Venezia
  - Coppa Volpi per la migliore interpretazione femminile a Deannie Ip
- Asian Film prize
  - Migliore interprete femminile a Deannie Ip
  - Miglior film
  - Miglior regia
  - Miglior sceneggiatura
  - Miglior attore